# Wallago micropogon
Wallago micropogon är en fiskart som beskrevs av Ng 2004. Wallago micropogon ingår i släktet Wallago och familjen malfiskar. IUCN kategoriserar arten globalt som otillräckligt studerad. Inga underarter finns listade i Catalogue of Life.